# Mama-Allpa Corona
La Mama-Allpa Corona è una struttura geologica della superficie di Venere.